# Terrarystyka
Terrarystyka – dziedzina wiedzy dotycząca planowania, budowania, urządzania i prowadzenia terrarium oraz hodowli trzymanych w nim zwierząt i roślin.